# 樂信·瓦旦
樂信·瓦旦 （1899年8月16日—1954年4月17日），日本名渡井三郎、日野三郎，漢名林瑞昌，泰雅族賽考列克群人，日治及戰後初期泰雅族菁英，致力於泰雅族族群及原住民族生活地位改善提升，捍衛「傳統領域」規範外人進入山區、「還我土地」先驅，要求歸還大豹社原有領土，推動山地行政一元化，提高山地行政效率。提高原住民族自治力量，提拔優秀原住民族人才，健全山地自治機構、推動山地交通、經濟、教育、文化、衛生發展等，提升原住民族生活及地位，於臺灣白色恐怖時期遭中華民國政府誣衊醜化，網羅織罪槍決。

## 傳略
樂信·瓦旦為大豹共同體總頭目瓦旦·燮促之子；其父曾領導大豹社事件。隨著大豹共同體於1907年滅國，大豹社遺族被迫遷至角板山，1908年樂信·瓦旦進入角板山蕃童教育所就讀，並取日本名渡井三郎。1910年轉入桃園尋常高等小學校，之後前往台北習醫，1921年3月台灣總督府醫學校（今國立台灣大學醫學院）畢業，又在研究科研習半年，1921年10月返回泰雅族部落，歷任駐守高岡、角板山、象鼻、尖石等地區的公醫，一方面從事現代醫療並且傳授族人助產知識，對在原住民居住地區推展近代醫療貢獻極大。另外樂信·瓦旦也常居於日本人與族人之間協調，全力爭取族人享有近代文明生活方式。1929年入贅日本四國愛媛望族日野家族女子，改名為日野三郎。1945年4月樂信·瓦旦被聘為台灣總督府評議會員。
第二次世界大戰之後，樂信·瓦旦回到祖先居住地，並且於1949年11月遞補當選第一屆台灣省參議員，1952年當選第一屆台灣省臨時省議會議員。但在參與兩次大會後，於同年11月因在「高砂族自治會」（後改稱「蓬萊民組解放委員會」）擔任主席，負責政治工作，因主張返還原民故鄉土地，被臺灣省保安司令部指控為向原住民宣揚共產主義，遭中華民國政府以「高山族匪諜案」罪名逮捕下獄，同案包括鄒族的政治菁英吾雍·雅達烏猶卡那、雅巴斯勇·優路拿納等人。1954年4月17日樂信·瓦旦等人被處決。
樂信·瓦旦在議會常常提案爭取族群權益，如增加原住民民意代表名額、設置山地行政管理局、山地行政一元化、培養原住民人才、協助復興山地農村生活等。

## 圖集

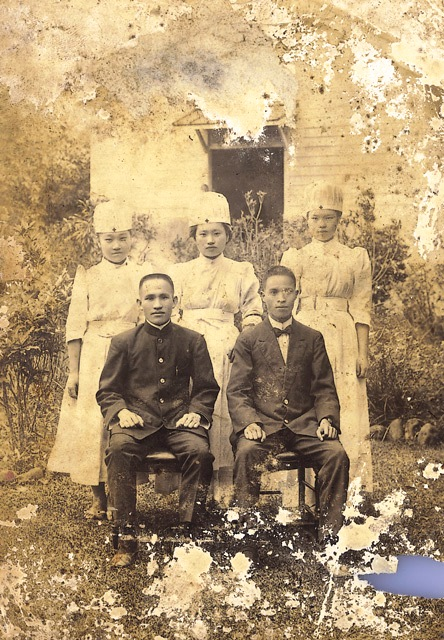
1920年與哈勇．烏送（高啟順）在臺灣總督府醫學專門學校
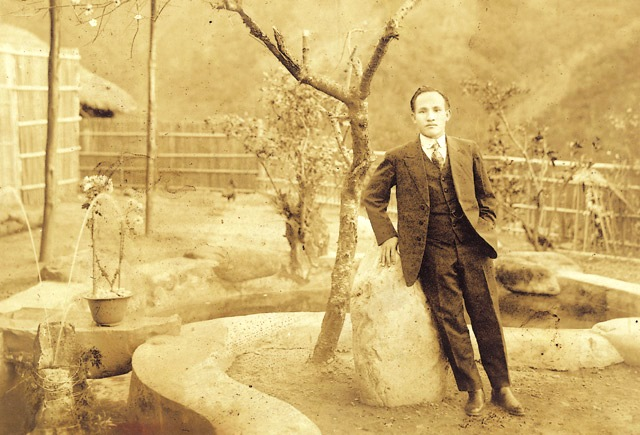
1923攝於新竹州大溪郡自家庭院
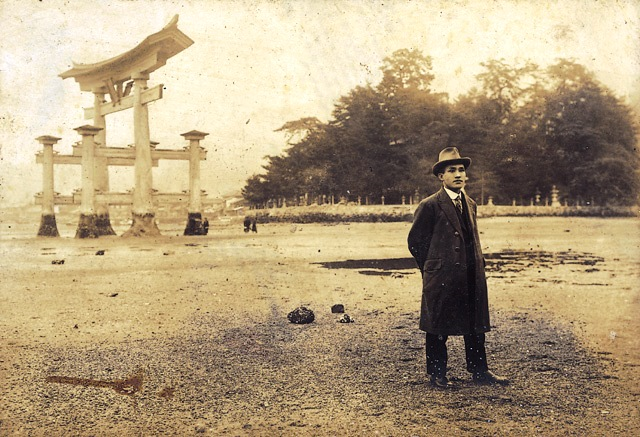
1923年訪嚴島神社
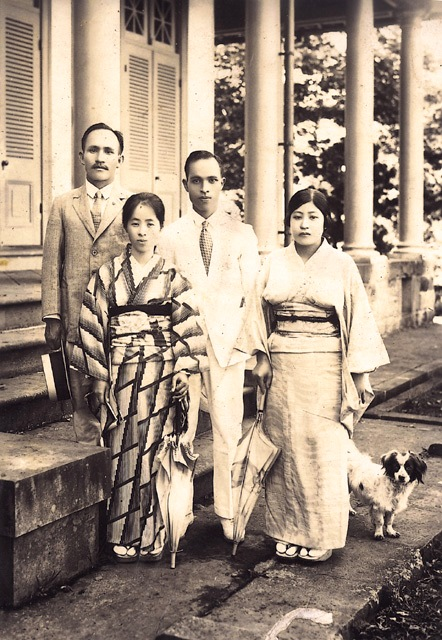
1929年與妻子日野（林玉華）及哈勇．烏送（高啟順）夫妻於角板村
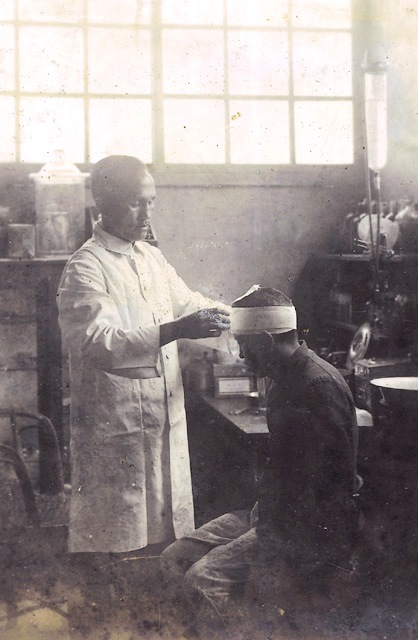
1932年於角板村醫療溪口台地開水圳受傷者
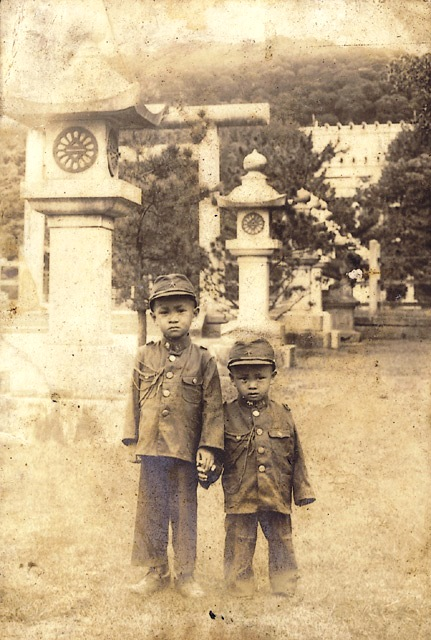
1937年樂信．瓦旦之子茂秀與敞夫攝於臺灣神社
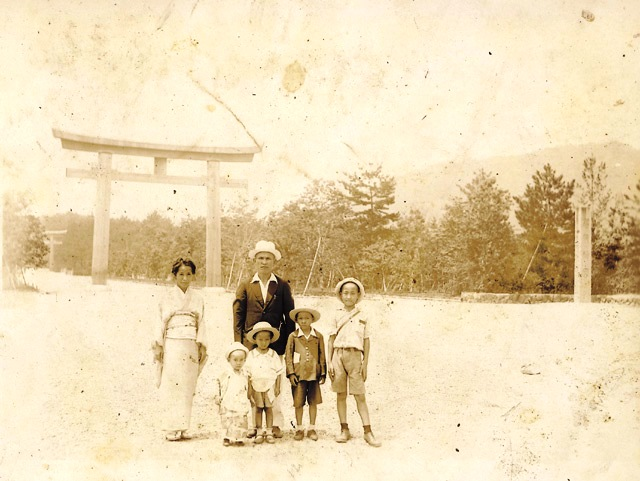
1940年與四國籍妻子日野及四子於奈良春日大社
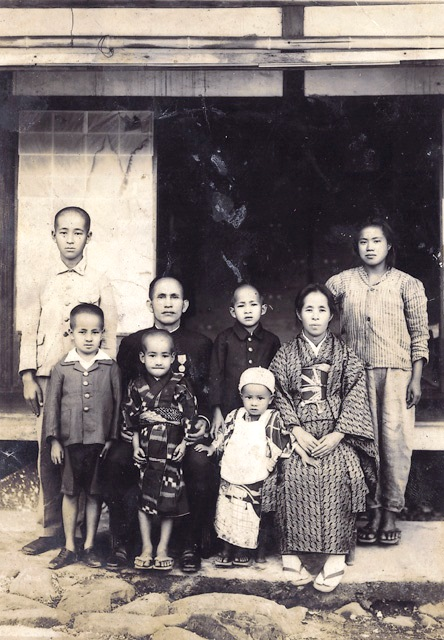
1944年與四國籍妻子日野一家於新竹州尖石
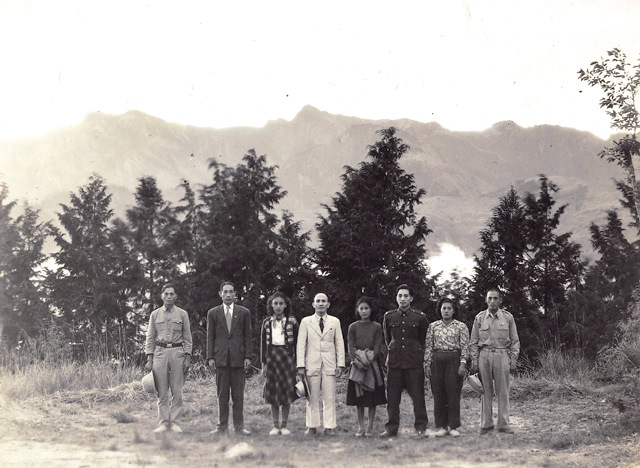
1951樂信·瓦旦與湯守仁於阿里山
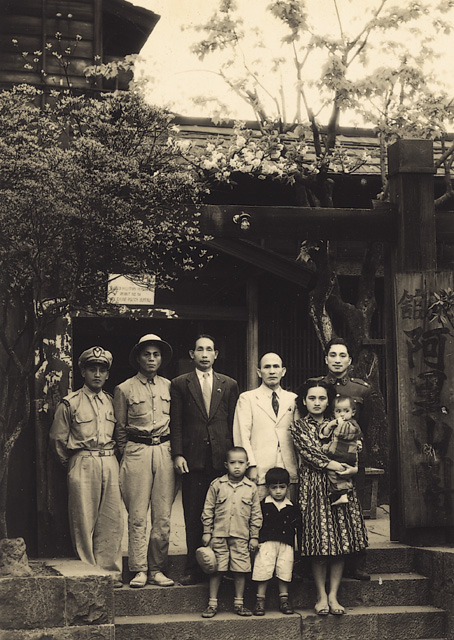
1951樂信·瓦旦與湯守仁於阿里山賓館

## 外部連結
- 林瑞昌議員 - 臺灣省諮議會[]（繁體中文）
- 公視母語小學堂: 4/17《吾雍殉難紀念日》《樂信殉難紀念日》 （页面存档备份，存于）
- 課本沒教的臺灣史：故事就從一位泰雅族少年說起…… - The News Lens 關鍵評論網 （页面存档备份，存于）